# Copertino
Copertino (salentí: Cupirtinu) és un municipi italià, situat a la regió de la Pulla i a la província de Lecce. L'any 2004 tenia 24.247 habitants.